# Kadmos von Milet
Kadmos von Milet (griechisch Κάδμος ὁ Μιλήσιος, latinisiert Cadmus) war einigen antiken Autoren zufolge der früheste der sogenannten „Logographen“ bzw. im heutigen Verständnis der antiken griechischen Geschichtsschreiber. 
Erwähnt wird Kadmos von Dionysios von Halikarnassos (De Thucydide, Kapitel 23), Flavius Josephus (Contra Apionem 1, 13), Strabon (Geographika 1, 2, 6), Plinius dem Älteren (Naturalis historia 5, 112 und 7, 205) sowie dem mittelbyzantinischen Lexikon Suda. Die Datierungen schwanken, heutige Historiker, die von einer tatsächlichen (zumindest möglichen) historischen Existenz ausgehen, ordnen ihn dem späten 6. bzw. dem frühen 5. Jahrhundert v. Chr. zu. Einige Historiker betrachten Kadmos von Milet jedoch als ahistorische Figur (siehe unten).
In der Suda werden drei Personen namens Kadmos erwähnt, denen folgende Informationen zugeschrieben werden:
- Kadmos, der der Erfinder des Alphabets gewesen sein soll (Suda k 21); man beachte die Verwandtschaft dieses Kadmos mit der mythologischen Figur des Kadmos, der das phönizische Alphabet in Griechenland eingeführt haben soll.
- Kadmos, Sohn des Pandion, der erste „Prosa-Schreiber“ (griechisch λογογράφος, logographos), der ein wenig später als ein gewisser Orpheus (Identifikation unklar) gelebt haben soll und der Autor einer Geschichte der Gründung Milets und Ioniens im Allgemeinen in vier Büchern sei (Suda k 22).
- Kadmos, Sohn des Archelaus, der der Autor einer Atthika (Atthidograph) in 14 Büchern und erotischen Gedichten gewesen sei (Suda k 23).

In der Überlieferung konkurriert Kadmos von Milet als frühester Prosaautor mit Pherekydes von Athen. Für Plinius den Älteren (Naturalis historia 7, 205) war Pherekydes der älteste Prosaiker, Kadmos der älteste Geschichtsschreiber. 
Zweifel an der Authentizität des Autors wurden jedoch schon in der Antike geäußert. Dionysios von Halikarnassos (De Thucydide, Kapitel 23) schreibt ausdrücklich, dass die unter dem Namen „Kadmos“ firmierenden Werke Zusammenfügungen anderer Quellen seien. Felix Jacoby betrachtete Kadmos von Milet in seinem grundlegenden Artikel in Paulys Realencyclopädie der classischen Altertumswissenschaft aufgrund der widersprüchlichen Quellenaussagen und aus methodischen Gründen als „Schwindelautor“ und nahm eine spätere Fälschung an.